# Reddit
（/ˈrɛdɪt/，：RDDT）（非官方译名：红迪）是一个娱乐、社交及新聞网站，注册用户可以将文字或連結在網站上發布，使它基本上成為了一個電子布告欄系統。注册用户可以对这些帖子进行投票，结果将被用来进行排名和决定它在首页或子页的位置。網站上的內容分類被稱為「subreddit」。subreddit的內容包括新聞、電子遊戲、電影、音樂、書籍、健身、食物和圖片分享等。
Reddit由在維吉尼亞大學讀書時當時是室友的史蒂夫·赫夫曼（網名"spez"）和亞歷克西斯·瓦尼安（網名"kn0thing"）於2005年創立。康泰納仕於2006年收購了該網站。Reddit於2011年9月脫離康泰納仕，成為康泰納仕母公司先進出版公司的子公司。雖然先進出版公司是其最大股東，但Reddit是獨立運作的。Reddit公司的總部設在加利福尼亚州的旧金山。在2014年10月，Reddit在由薩姆·阿爾特曼主持，包括馬克·安德森、彼得·泰爾、羅恩·康威、史努比狗狗和謝拉·力圖的一輪投資中獲得5000萬美元。他們的投資使Reddit公司的估值達5億美元。
2018年8月，陆续有网友发现Reddit在中国大陆不可用。随后证实Reddit受到了DNS污染，部分地区不可用。
2024年3月21日，Reddit在纽约证券交易所首次公开募股，股票交易代码RDDT。
目前Reddit是美国第五大网站，流量仅次于Google、YouTube、Facebook以及Amazon，月活用户数达3.3亿。

## 概觀

### 網站
Reddit是由已註冊用戶的帖子所集成的，基本上是一個電子布告欄系統。「Reddit」這個名稱的由來是因為它與英文過去式「read it」（已閱讀）的發音相同。網站的內容分成眾多分類，而以下的五十個分類的帖子，或叫作「預設 subreddits」，是未註冊、未登入及剛註冊用戶上首頁上所見到的內容。截至2014年5月，它們包括：
| 分類     | Subreddit |
| -------- | --- |
| 教育     | News，Science，Space，TodayILearned（TIL）及WorldNews                                                                         |
| 娛樂     | Creepy，Documentaries，Gaming，ListenToThis，Movies，Music，NoSleep，Sports，Television及Videos                               |
| 討論為主 | AskReddit，AskScience，Books，ExplainLikeImFive，IAmA及TwoXChromosomes                                                        |
| 幽默     | DataIsBeautiful，Funny，InternetIsBeautiful，Jokes，NotTheOnion，ShowerThoughts，StandUpShots，Memes，TIFU及UpliftingNews等等 |
| 圖片分享 | Art，Aww，EarthPorn，Gifs，MildlyInteresting，OldSchoolCool，Pics及PhotoshopBattles                                           |
| 自我改善 | DIY，Fitness，Food，GetMotivated，LifeProTips，PersonalFinance，Philosophy及WritingPrompts                                    |
| 科技     | Futurology，Gadgets及Technology                                                                                               |
| 其他     | Announcements及Blog |

當帖子（連結或文字）被提交到一個subreddit，用戶可以對其投正反票。每個subreddit都有它們自己的頭版頁，顯示得票高的帖子。用戶亦可以在帖子上留下留言，以及彼以回應其他人的留言，組成一串串的留言。而留言亦可以被投正反票。網站的首頁即由用戶訂閱的所有subreddit中得票高的帖子組成。
在首頁或頭版頁帖子排列的次序是由帖子的年齡、正反票的比例及總投票數而決定。每天不同的帖子都會在這些頁面調換排序。

### 用戶
在Reddit上註冊是免费的，只需提供電郵地址。當登入後，用戶可以對帖子和留言投票以提高或降低他們的排序及提交帖子和留言。用戶亦可以創立他們自己關於自選主題的subreddit，而有興趣的用戶可以透過訂閱這些subreddit把他們的內容加到他們的網站首頁。例如截至2015年5月維基百科的subreddit題為「在維基百科上最有趣的頁面」（the most interesting pages on Wikipedia）有超過15萬名用戶訂閱。在Reddit上的留言及帖子有時會含有一些被縮短、只有網站用戶才了解（但在很多情況下其他人都認識）的字詞，例如「OP」（「original poster」的英文縮寫，指發帖者）和「NSFW」（「not safe for work」的英文縮寫，指裸露、暴力、色情或冒犯等不適宜公眾場合的內容）。用戶可以因為受歡迎的留言及連結而獲得貼文分數（post karma）及留言分數（comment karma），它們會在用戶頁上累積。
Reddit亦容許非連結的貼文。它們稱為「自我貼文」（self posts）或「文字貼文」。很多討論為主的subreddit，例如「AskReddit」－一個用戶只准問一些較為開放問題的subreddit，只容許用戶提交文字貼文。

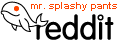
於2007年11月27日用的「Mister Splashy Pants」標誌

 Reddit的社群亦經常協調在Reddit網站外的活動，如集體參與網上投票。例如在2007年綠色和平舉行網上投票，讓用戶為一條綠色和平追踪的座頭鯨命名。Reddit用戶集體到該網站把牠命名為「Mister Splashy Pants」，而Reddit的管理員在期間更把網站標誌改為一隻鯨魚以鼓勵用戶投票。同年12月，綠色和平宣佈「Mister Splashy Pants」勝出該投票。
在網站內，Reddit用戶每年都會慶祝他們的「蛋糕日」（cake day），即是他們帳戶建立的週年紀念。「蛋糕日」對用戶而言沒有特別優待，只有在24小時內用戶名稱旁有一個蛋糕圖示。
Reddit用戶可以把其他用戶列為朋友，讓他們快速查找在他們朋友列表上用戶的貼文及留言。Reddit的留言及朋友系統，加上一套「Reddit禮儀」（reddiquette），令Reddit擁有社交網絡的某些特質，但不如Facebook和Google+等主要提供社交服務的網站般廣。
Reddit社羣亦在世界各地的公園或酒吧社交。在網站上亦有各個地區的subreddit籌備聚會。

### 社區傳統
2017年愚人節，Reddit推出了一項基於r/place的社交實驗。Reddit子版塊包含一個協作像素藝術畫布，用戶可以每五分鐘放置一個像素（在4月1日的幾個小時內，計時器暫時為十到二十分鐘）。許多人一起創作大型圖形，例如旗幟或符號。Reddit子版塊通常會作為一個小組聚集在一起，將社區中的圖片添加到某個地方。Place已於2017年4月3日下午1:00（GMT）關閉，此前Place已經活躍了整整三天。
2022年愚人節，Reddit再次推出了r/place，與2017年的活動類似。Reddit子版塊採用了1000x1000像素的協作畫布，用戶可以每五分鐘編輯一次單個像素的顏色。該活動於2022年4月1日下午1:00（GMT）開始，持續時間為87小時。在r/place的第二天，畫布從1000x1000擴大到2000x1000，允許更多的藝術品。在r/place的第三天，畫布再次從2000x1000擴大到2000x2000。在活動結束前的最後，用戶被限制只能放置白色像素。最後整個畫布逐漸被白色填滿，恢復到原本的空白狀態。

## 歷史

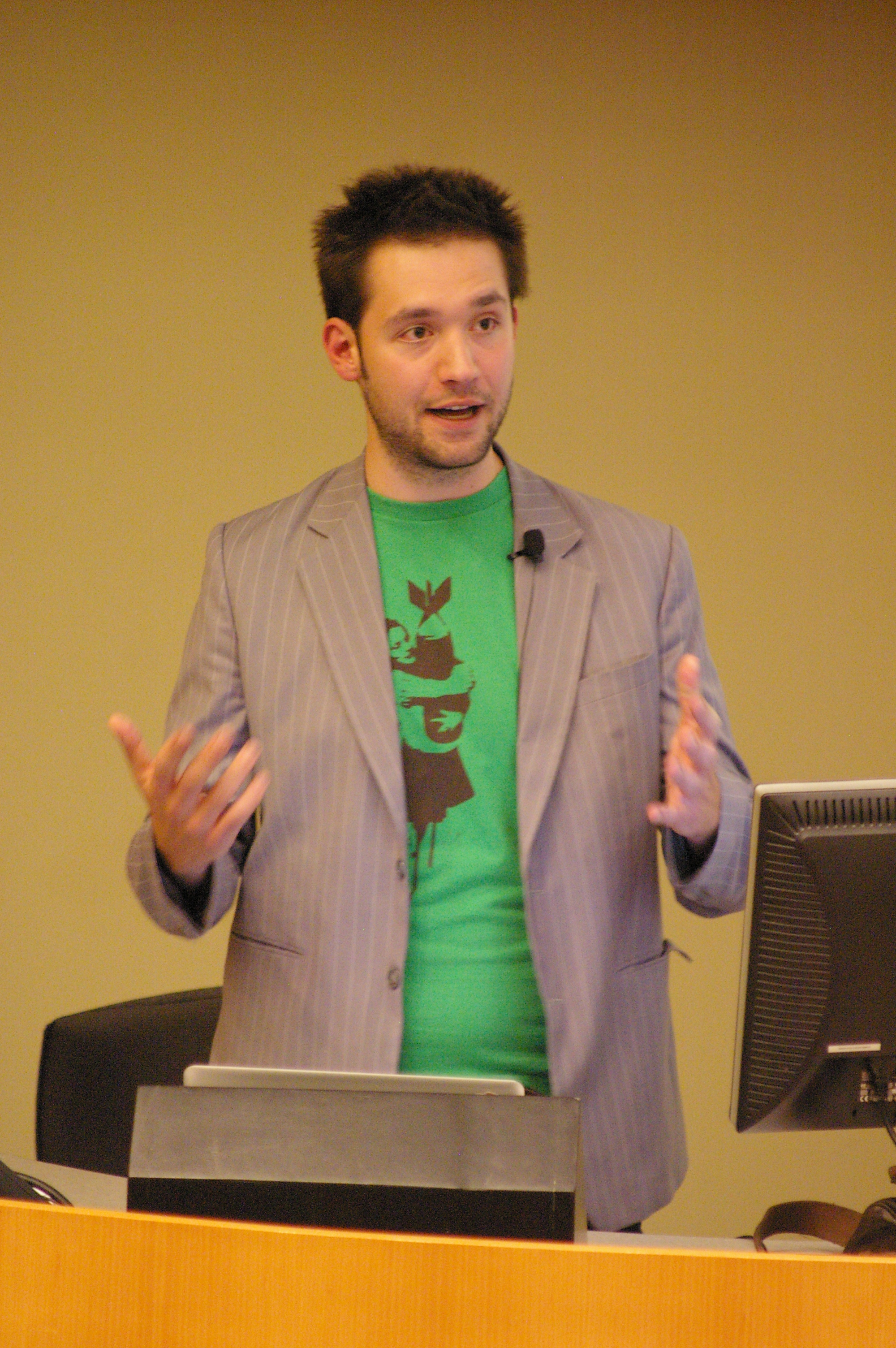
創辦人亞歷克西斯·瓦尼安於2009年。

在2005年6月，Reddit由維珍尼亞大學兩名學生亞歷克西斯·瓦尼安和史蒂夫·霍夫曼創辦於麻省梅德福。在2005年11月團隊加入了Christopher Slowe。在2005年11月與2006年1月間，Reddit與亞倫·斯沃茨的公司「Infogami」合併，斯沃茨因此亦成為結果母公司「Not A Bug」的共同擁有者。康泰納仕，连线杂志的擁有者，於2006年10月31日收購Reddit，其團隊搬至舊金山。2007年1月，斯沃茨被解僱。
2008年末，團隊增至包括埃里克·馬丁（Erik Martin），傑里米·埃德博格（Jeremy Edberg），大衛·金（David King）和Mike Schiraldi。2009年，霍夫曼和瓦尼安離開Reddit，創辦了Hipmunk，然後招聘了Christopher Slowe和大衛·金。2010年5月，Reddit被Lead411列為「2010年舊金山最熱門的公司」之一。2010年七月，在流量大幅增加後，Reddit推出Reddit金幣，以每月3.99美金或每年29.99美金，用戶可享有某些新功能。Reddit金幣的新功能在介面上增加數個新功能，例如用戶被提起時用戶會被通知，在同一頁面顯示更多留言和可以進入私人subreddit「lounge」。此外，用戶亦可以對其他用戶的貼文或留言匿名地送贈金幣，使該貼文的發帖者或留言的留言者可享受一個月的金幣。
2011年9月6日，Reddit從康泰納仕獨立，成為其母公司先進出版的另外一間子公司。2012年1月11日，Reddit宣佈它將會參加一個十二小時的關站行動，以抗議禁止網絡盜版法案。該關站行動於1月18日發生，維基百科及其它數個網站亦有參加。2012年5月，Reddit加入組織往後抗議行動的網絡保衛聯盟。2013年2月14日，Reddit與Coinbase合作，開始接受虛擬貨幣比特幣購買Reddit金幣。。
2014年10月，Reddit成立Redditmade，一個容許subreddit版主創造和售賣商品的平台。Redditmade於2015年2月關閉。2014年11月，時任行政總裁黃易山辭職，亞歷克西斯·瓦尼安到Reddit成為全職執行主席。而Reddit的商業及夥伴分析師鮑康如成為臨時行政總裁。2015年7月10日，鮑康如辭任臨時行政總裁，由創辦人史蒂夫·霍夫曼代替為正式行政總裁。
2015年10月，Reddit把先前收購的網誌「The Redditor」改成「Upvoted」，發佈基於Reddit用戶貼文而編寫的文章，藉此增強Reddit本身對外的接觸面。
2018年8月10日，Reddit上有网友反映其服务在中国大陆不可用。随后，Reddit被发现受到了DNS污染。有人认为Reddit此次遭封禁是因为2018年中旬所推出的聊天室功能。同样的手法也被用来对付Discord。
2019年2月11日，Reddit宣布以30亿美元估值完成3亿美元融资，并由腾讯领投。由於腾讯过去曾是中国互联网审查机制防火长城构筑的科技公司之一，腾讯投资Reddit引发美国网民对於日後言论可能受到审查的疑虑，部分美国用户在Reddit发布大量六四事件天安门镇压照片作为回应。
2024年3月21日，Reddit在纽约证券交易所首次公开募股，股票交易代码RDDT。

## 爭議

### 版主與官方控評
Reddit容許每個subreddit的版主決定究竟容許哪些貼文，在以往亦容許有具爭議性內容的subreddit。多數「預設 subreddits」中的內容都受嚴格監管，例如「science」subreddit上禁止任何否認氣候變化的內容，而「news」subreddit禁止社評及專欄的連結貼文。Reddit曾數次更改網站上的編輯政策，而更改有時是因為需要對爭議作出反應才作出。Reddit以往容許有可能令人反感，但合法的貼文。2011年媒體報導有用戶在網站上分享禍水妞貼文，從此以後網站禁止了「有未成年者之有性暗示性質及色情內容」（Suggestive or sexual content featuring minors）。

### 網路暴力
由於發生了數次在網站上發生網絡私刑，Reddit嚴格禁止在該網站上個人身份信息的發佈（俗稱為「人肉搜尋」、「开盒」或）。違反規定的使用者會被封禁，而他們的貼文或甚至整個subreddit都可能會被刪除。
2010年12月16日，一名名為「Matt」的使用者發佈了關於他捐腎的貼文，在貼文中加入了一條捐款予美國癌症協會的連結。Reddit上其他用戶對他的動機存疑，並認為他私吞捐款。用戶開始撥電話至他家中，他亦收到死亡威脅。「Matt」最後上載他醫生的記錄，證明他有捐腎。
2011件10月18日，一名IT經理在「gameswap」subreddit上貼文，讓用戶以其他遊戲換取《駭客入侵：人類革命》的遊戲代碼。一群用戶取得了他的身份信息，並勒索他以取得代碼。在他貼文後的星期一，他在家和工作處共收到了138個勒索電話，而他亦被解僱。
在鮑康如成為行政總裁後，Reddit以網絡欺凌為由在2015年6月10日封禁了擁有約150,000人訂閱的subreddit「fatpeoplehate」以及四個其他subreddit。此舉引起了極大爭議，有的用戶認為封禁太過分，有的用戶則認為封禁力度不夠。Reddit用戶們亦批評鮑康如入稟的訴訟，並投訴在Reddit上有關訴訟的貼文被刪除。

### 恐怖攻擊事件
2013年波士頓馬拉松爆炸案後，Reddit因為用戶錯誤識別數名人士為疑犯而被批評。其中一名受關注被誤認的人士是在爆炸案前失蹤的學生蘇尼爾·特里帕蒂的遺體於2013年4月25日於羅德島州一條河中被發現，當局認為死因不包括非法行為。他的家人後來向外界確認他的死因是自殺。Reddit總經理埃里克·馬丁事後因用戶的行為道歉，並批評在該網站上的「網上獵巫及危險的推測」（online witch hunts and dangerous speculation）。《「法」妻》和《新聞室風雲》後來引用了此事件。
在2015年南卡羅萊納州查理斯頓槍擊案後，Reddit因為最近封禁了五個subreddit，但沒有封禁一個含對疑犯迪倫·盧福「表示支持」貼文的subreddit而被指「選擇性執行規則」。Reddit在英國廣播公司發表聲明，指他們「致力推動言論自由」（committed to promoting free expression）及「有一部分只有很少人瀏覽的subreddit中的內容被反覆強調，但在網站上的內容中只佔一少撮」。

### 封禁分享特定網站
2013年10月末，「politics」subreddit的版主禁止了在該subreddit上發佈一批網站的連結。被禁的網站包括《瓊斯母親》、《哈芬登郵報》、《沙龍》、《AlterNet》、《未加工的故事》、《每日科斯》、《Truthout》、《美國媒體問題組織》和《ThinkProgress》等左翼評論網站；進步主義網誌《地下民主黨》和《Crooks and Liars》；以及右翼主義網站《德拉吉報導》、《布賴特巴特》、《每日呼籲者》、《Dailypaul》、《電纜》和《理性》。《沙龍》報導版主在星期二一個貼文中解釋，封禁的目標是「減少垃圾網誌貼文及嘩眾取寵的標題」（to reduce the number of blogspam submissions and sensationalist titles）。版主們亦解釋，此舉亦針對提供「拙劣報導」（bad journalism）的網站。2013年12月封禁網站名單有所改動，《瓊斯母親》和《哈芬登郵報》等具原創內容的網站在subreddit上解封。《今日俄羅斯》在subreddit上亦被封禁，版主們指是由於它操控投票及濫發電子訊息，但其中一名版主指他因為克里姆林宮資助《今日俄羅斯》才希望在subreddit中封禁該網站。
2014年8月，名人相片泄露事件中的圖片在網站上廣泛傳播。用戶創建了「TheFappening」subreddit用來分享當中之圖片，當中包括了絕大部分非法取得的圖片。其中莉斯·利以及麥琪拉·瑪隆妮的圖片被指是在他們未成年時拍攝的，所以被用戶及網站外人士指是兒童色情物品。該subreddit在9月6日被封禁。此事件使網站管理層受《The Verge》、《The Daily Dot》等廣泛批評。

### 任意刪除內容
2014年中，該網站上有可觀數目圍繞玩家門爭議的內容被刪除，例如在「gaming」subreddit上一則貼文有多達24,000條留言被Reddit的版主或管理員刪除。而討論爭議中主角之一佐伊·奎因的subreddit「ZoeQuinnDiscussion」因為違反網站規則被封。Reddit的管理員以4chan掃蕩貼文及造成傷害為他們的行動作辯護。一名版主聲稱他因為公開和奎因之間的信息而被解除版主地位。
2014年12月18日，Reddit不尋常地封禁了用於分享黑客入侵索尼影業之檔案的「SonyGOP」subreddit。
2015年7月2日，Reddit一群版主因為Reddit解僱了安排在「AmA」（Ask me anything）subreddit進行名人問答的員工維多利亞·泰勒（Victoria Taylor）以及近期官方與版主溝通不善不滿，所以集體把他們管理的subreddit設定為私人模式，有效地把網站關閉，事件被稱為「AMAgeddon」（英語中把 AmA 和 Armageddon 兩詞結合的混成詞）。7月3日，前社羣管理員大衛·克勞奇（David Croach）在網站上一場網上問答中透露他因為患上癌症，但康復得不夠快，所以在一年健康保險期內仍被鮑康如解僱。此後事件愈演愈烈，有用戶在Change.org上請願要求解除鮑康如作為Reddit Inc.的職務，獲超過20萬個簽名。鮑康如於7月3日以及7月6日貼文回應，對溝通不善及沒有履行承諾道歉。她亦為其他管理員道歉，但指過去數年來問題已經存在。7月10日，鮑康如辭職，被前行政總裁及該網站創辦人之一史蒂夫·霍夫曼取代。有用戶對此仍然不滿，指鮑康如只是一名替罪者，前行政總裁黃易山甚至指執行主席亞歷克西斯·瓦尼安以鮑康如作為自己決定的擋箭牌。

### 封鎖反共中文版塊事件

#### 沖浪TV
2022年3月2日，Reddit上成员大多为中国大陆境内翻墙网民的板块“沖浪TV”因“泄露个人信息”遭到永久封禁。「沖浪TV」立場為逆向種族主義，此前曾率先發起大翻譯運動，將中國大陸主戰親俄言論翻譯成外語。有网友批評「沖浪TV」被封是中共對牆外社交媒體的干預和滲透，也有消息指出為跨版仇恨事件。
同年5月31日，另一中文子板塊「CLTV」被Reddit以「重建之前已被封禁子板塊」爲由遭到永久封禁，意即判定其爲「沖浪TV」的轉世社群。

#### 真·現實中國
2024年10月15日，真·現實中國遭Reddit官方以該板塊「陷入無政府狀態」為由對其進行封禁。10月17日，官方將封禁理由改為「違反平台政策」，並決定永久封禁「真·現實中國」。
真·現實中國（r/real_China_irl）板塊創建於2021年，是Reddit上一個專門討論中國時事、歷史和個人生活經歷的空間。該板塊旨在批評中共政權、支持民主與自由，吸引了眾多中文使用者的參與。
易碎君在接受自由亞洲電台採訪時表示，對此封禁感到困惑，指出該板塊並無違反西方社會標準的內容。他還提及，Reddit的大股東之一是中國科技公司騰訊，因此該封禁或受中國政府審查壓力影響。

### 2023 API 收費爭議

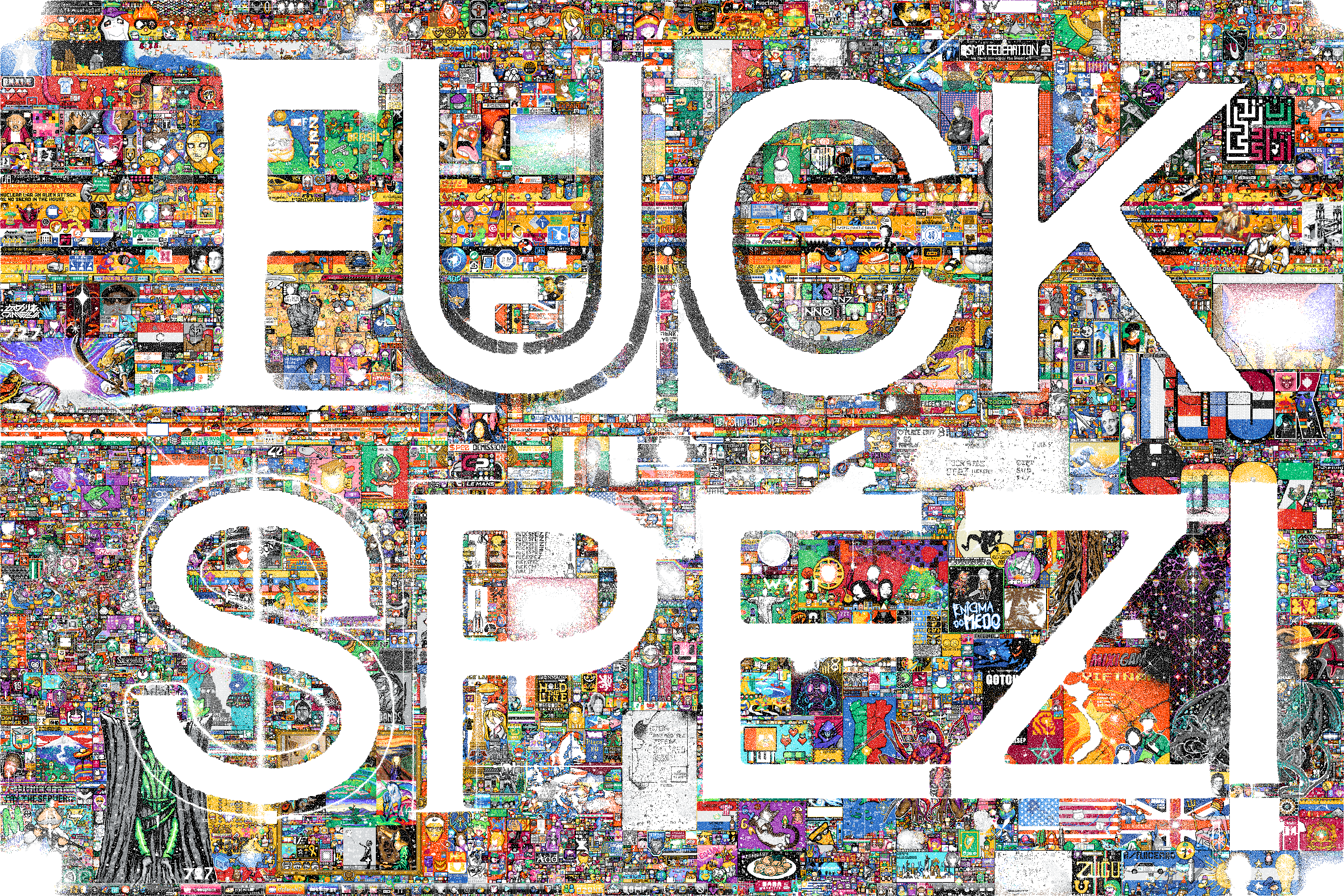
Reddit用戶在r/place上拼出巨大的FUCK SPEZ字樣以抗議API收費政策

在2023年4月18日，Reddit 宣布它將從7月起更改其应用程序接口(API)服務定價，該服務以前對大多數用例都是免費的。雖然在一次紐約時報採訪中，Reddit聲稱將繼續仍然免費提供API服務予想要建立幫助其他人使用 Reddit的應用程序的開發人員。然而，在5月31日，第三方Reddit客戶端Apollo的開發者指Reddit將對每五千萬次的API請求收取12,000美元。這意味著Apollo每年必須向 Reddit 支付兩千萬美元。這些收費將大大增加運行第三方客戶端流動應用程式所需的成本。多個第三方客戶端應用程序的用戶和開發者都表明反對這些定價變化。6月8日，Apollo的開發者宣布將於6月30日關閉 Apollo。他在Reddit 帖子和推特上寫道：「不幸的是，Reddit最近的決定和行動使得Apollo不可能繼續運營。」他還收錄了一段他與一名 Reddit 員工通話的部分錄音，以驳斥他向 Reddit 勒索1000万美元的说法。其他第三方 Reddit 應用程序，包括 Sync for Reddit 和 Reddit is Fun，也相繼表示將關閉。
許多用戶表示他們無法使用 Reddit 的官方應用程序，因為它缺乏無障礙性。Reddit回應說，它將對非商業性、以無障礙性為重點的應用程序免除收費。然而，一位r/Blind（一個關注盲人及視障人士的子板塊）的版主指，Reddit從未何他們定義何謂「以無障礙性為重點的應用程序」。此外，Reddit 版主還常依賴第三方工具來管理他們的社區。不少擔心如果這些第三方工具被拒絕訪問 Reddit API，版主將無法有效地管理內容。
Reddit CEO史蒂夫霍夫曼談到了關於API服務的更改時說：“......我們不能再補貼需要大規模數據使用的商業實體。” 他還表示，Reddit 將努力使其官方移動應用程序更易於訪問。儘管霍夫曼聲稱 Reddit 積極與許多第三方應用程序開發人員溝通以幫助他們繼續運營，但一些開發人員指 Reddit 幾個月來都未曾回复他們。
數以千計的子版塊，包括六個最大的子版塊，每個子版塊都有超過 3000 萬訂閱者，計劃在6月12日至14日期間通過將其子版塊設為私有或不允許發帖或評論來進行抗議，稱之為「Blackout」(有譯作「大停電」或「大關版」)，總計將影響22億非唯一Reddit用戶。部分子版塊甚至計劃在 6 月 14 日之後繼續進行Blackout抗議，直到 Reddit 推翻他們的決定。多個用戶，包括已建立17年的老用戶，也表示他們將在抗議期間放棄發帖和評論，甚至將離開 Reddit，直到 Reddit 撤銷決定。在6月12日，即抗議活動的第一天，超過7,800個子版塊設為私有。
為了令社群內的氣氛重新活躍，Reddit在該年7月20日再次推出r/place活動。Reddit用戶在畫版上拼出巨大的（幹你spez）以表達對此事的抗議，德國用戶亦拼出（Spez是狗娘養的！）的字樣。

## 技術
Reddit當初是使用Common Lisp編寫，後來在2005年12月改用Python重新編寫。更改程式語言是由於可以使用更多的函式庫和有更大的開發靈活度。由Reddit前員工亞倫·斯沃茨開發以運行該網站的Python框架「web.py」現已成為一個開源軟件專案。在2008年6月18日，Reddit自身亦成為一個開源專案。除了用於防止垃圾信息或投票作弊的部分，所有為Reddit編寫的函式庫和程式碼都可以在GitHub公開閱覽。截至2009年11月10日，Reddit使用Pylons作為它的網頁框架。
截至2009年11月10日，Reddit已停止使用該公司自己的伺服器，並把網站轉移使用亞馬遜網路服務系統。Reddit主要使用PostgreSQL於它的數據庫中，並正緩慢的轉移至使用Apache Cassandra。它使用RabbitMQ作離線處理、HAProxy作負載分擔及使用memcached作緩存。在2009年初，Reddit開始使用jQuery。在2010年6月7日，Reddit推出一套供流動裝置使用的界面，並使用重寫的CSS、新的配色方案，以及一系列的改進。
2010年7月21日，Reddit把它的搜尋功能外判至Flaptor的產品IndexTank。截至2012年7月12日，Reddit使用亞馬遜CloudSearch。在2014年9月，Reddit官方發佈了一個供iOS和Android，用於瀏覽AMA（Ask Me Anything）的應用程式。2014年10月，Reddit收購了其中一個第三方客戶端「Alien Blue」，它成為了Reddit的iOS的官方應用程式。2016年4月，Reddit把Alien Blue從App Store移除，在Google Play和App Store另推出官方客戶端。

## 外部連結
- 官方网站
- 官方博客
- Reddit的X（前Twitter）
- reddit status的X（前Twitter）
- Reddit Support的X（前Twitter）
- Reddit的Facebook專頁
- Reddit的Instagram帳戶
- YouTube上的Reddit頻道